# Centrale nucléaire de Higashidōri
La centrale nucléaire de Higashidōri (東通原子力発電所, Higashidōri genshiryoku hatsudensho), au Japon, est exploitée par la compagnie électrique Tōhoku.

## Histoire
Elle est construite sur la péninsule de Shimokita, sur le littoral de l'océan Pacifique, dans le village Higashidōri, district de Shimokita, à l'est de la préfecture d'Aomori au nord de l'île de Honshū, qui est l'île principale du Japon. La centrale est située à proximité du détroit de Tsugaru qui sépare Honshū de Hokkaidō.
La conception et la construction des quatre réacteurs a été confiée à Toshiba. 
La tranche no 1 (réacteur de modèle Mark 1/BWR5) a été conçue sur le modèle de la tranche no 3 de la centrale nucléaire d'Onagawa (appartenant au même groupe), mais avec des améliorations de la cuve du réacteur visant à permettre une plus grande facilité d'inspection et d'entretien. Cette cuve a une forme de cloche, alors que la cuve du modèle du Mark 1 précédent était plutôt conique. 

## Description
La centrale de Higashidōri est la plus récente centrale nucléaire de production d'électricité du Japon (construction entamée en novembre 2000 et achevée en décembre 2005 pour le premier réacteur, un second étant en cours de construction et deux autres réacteurs encore en projet :
- Higashidōri 1 : 1100 MWe, mise en service industrielle (MSI) en 2005 ;
- Higashidōri 2 : 1385 MWe, en cours de construction ;
- Higashidōri 3 : en projet ;
- Higashidōri 4 : en projet.

Les réacteurs sont des réacteurs nucléaires à eau bouillante (REB, BWR en anglais) de conception Toshiba. Le liquide de refroidissement du circuit primaire du réacteur est de l'eau de mer. 
Un bâtiment séparé de la structure de confinement du réacteur, est spécifiquement destiné à l'échangeur de chaleur. Ceci permet de réduire la longueur des tuyaux d'eau de mer, et donc diminuer le cout (temps et efforts) de la maintenance (traitement anti-corrosion, biocides et autres), comme dans le cas de la tranche no 3 de la centrale nucléaire d'Onagawa. L'espace ainsi libéré a été occupé par une zone de stockage de l'eau de condensation, incorporé dans la structure de confinement du réacteur (suivant le modèle d'Onagawa également).
Un système de by-pass permet de détourner 100 % de la vapeur vers le condenseur principal en cas de panne électrique ou mécanique de nature non-critique, afin d'éviter un arrêt automatique du réacteur. Une fois le défaut corrigé, le système de dérivation rétablit en peu de temps le flux de vapeur normal vers le groupe turbo-alternateur produisant l'électricité.

## Contexte écopaysager
La centrale nucléaire de Higashidōri est situé en bordure du village Higashidōri, dans un détroit qui joue un rôle de corridor biologique Est-Ouest pour de nombreuses espèces marines, près du cap Shiriya-zaki (pointe nord de l'île principale du Japon), qui fait partie du Parc national de la péninsule de Shimokita. La zone arrière-littorale bordant le détroit abrite un réseau de 24 lacs et marais formant derrière un bandeau dunaire naturel une mosaïque d'habitats naturels. Ces zones humides sont des habitats de haute valeur écologique, l'un des sites les plus riches et important pour la faune au Japon. Parmi les curiosités écologiques locales, le lac Sakyo est connu pour abriter de petites algues du genre Cladophora.

## Risque sismique
La centrale a été conçue pour supporter un tsunami de 6,5 m de haut. Cependant, en octobre 2011, une étude de Kazuomi Hirakawa, professeur à l'université de Hokkaidō, conduite après l'accident nucléaire de Fukushima, conclut que cinq grands tsunamis se sont abattus sur le village depuis mille ans, touchant les côtes sur 1,3 km de profondeur. D'après le professeur Hirakawa, « il est nécessaire de conduire de nouvelles études auprès de la centrale » à la suite des résultats de cette étude.